# 永井隆 (ジャーナリスト)
永井隆（ながい たかし、1958年（昭和33年） - ）は、日本のフリージャーナリスト、元東京タイムズ経済部記者。日本経済新聞社の刊行する雑誌などに多く執筆している。

## 経歴
- 1958年（昭和33年） 群馬県桐生市生まれ。
- 群馬県立桐生南高等学校卒業[1]。
- 明治大学経営学部卒業[2]。
- 地方紙などを経て東京タイムズの記者となる。
- 1992年（平成4年）8月 東京タイムズ休刊に伴い失職。フリージャーナリストとなる。
- 2005年（平成17年） 明治大学が発行する雑誌「明治」の編集委員に就任。

## 著書
- 得な資格・損な資格（広済堂出版）
- 「人事破壊」後（徳間書店）
- リストラに克った（日本経済新聞社）
- 技術屋たちのブレークスルー（プレジデント社）
- ビール15年戦争―すべてはドライから始まった（日本経済新聞社）
- ドキュメント敗れざるサラリーマンたち（講談社）
- 技術屋たちの熱き闘い（日本経済新聞社）
- 現場力（PHP研究所）
- ビール最終戦争（日本経済新聞社）
- 一身上の都合（ソフトバンククリエイティブ）
- 「軽」ウォーズ戦陣訓　スズキvs.トヨタvs.ホンダ（プレジデント社）
- 人事と出世の方程式（日本経済新聞出版社）
- 国産エコ技術の突破力!（技術評論社）
- サントリー対キリン（日本経済新聞出版社）
- 究極にうまいクラフトビールをつくる　キリンビール「異端児」たちの挑戦（新潮社）